# Liste der Kulturdenkmale in Tagewerben
Die Liste der Kulturdenkmale in Tagewerben enthält die Kulturdenkmale des Landesamtes für Denkmalpflege und Archäologie in Sachsen-Anhalt in der Weißenfelser Ortschaft Tagewerben und ist eine Teilliste der Liste der Kulturdenkmale in Weißenfels. Grundlage ist das Denkmalverzeichnis des Landes Sachsen-Anhalt, das auf Basis des Denkmalschutzgesetzes des Landes Sachsen-Anhalt, welches am 21. Oktober 1991 durch das Landesamt erstellt und seither laufend ergänzt wurde (Stand: 31. Dezember 2022).

## Legende
In den Spalten befinden sich folgende Informationen:
- Lage: Nennt den Straßennamen und wenn vorhanden die Hausnummer des Kulturdenkmals. Die Grundsortierung der Liste erfolgt nach dieser Adresse. Der Link „Karte“ führt zu verschiedenen Kartendarstellungen und nennt die geographischen Koordinaten.
Link zu einem Kartenansichtstool, um Koordinaten zu setzen. In der Kartenansicht sind Baudenkmale ohne Koordinaten mit einem roten bzw. orangen Marker dargestellt und können in der Karte gesetzt werden. Baudenkmale ohne Bild sind mit einem blauen bzw. roten Marker gekennzeichnet, Baudenkmale mit Bild mit einem grünen bzw. orangen Marker.
- Offizielle Bezeichnung: Nennt den Namen, die Bezeichnung oder zumindest die Art des Kulturdenkmals und verlinkt, soweit vorhanden, auf den Artikel zum Objekt.
- Beschreibung: Nennt bauliche und geschichtliche Einzelheiten des Kulturdenkmals, vorzugsweise die Denkmaleigenschaften.
- Erfassungsnummer: Für jedes Kulturdenkmal wird in Sachsen-Anhalt eine 20stellige Erfassungsnummer vergeben. Die letzten zwölf Ziffern werden für die Untergliederung nach Teilobjekten genutzt und werden nur angegeben, soweit vergeben. In dieser Spalte kann sich folgendes Icon  befinden, dies führt zu Angaben zu diesem Baudenkmal bei Wikidata.
- Ausweisungsart: Die Einordnung des Denkmales nach § 2 Abs. 2 DenkmSchG LSA
- Bild: Ein Bild des Denkmales, und gegebenenfalls einen Link zu weiteren Fotos des Kulturdenkmals im Medienarchiv Wikimedia Commons. Wenn man auf das Kamerasymbol klickt, können Fotos zu Kulturdenkmalen aus dieser Liste hochgeladen werden:

## Kulturdenkmale

### Tagewerben
| Lage | Bezeichnung  | Beschreibung | Erfassungs- nummer | Ausweisungsart | Bild           |
| --- | ------------ | ------------ | ------------------ | -------------- | -------------- |
| An der Mühle 1a (Karte) | Mühle        |              | 094 13087          | Baudenkmal     | Mühle          |
| B 91 ca. 500 m südlich der Autobahnanschlussstelle bzw. 1,5 km südlich von Bäumchen und 1 km nördlich des Abzweigs nach Roßbach, östliche Straßenseite (Karte) | Distanzstein | 814          | 094 66151          | Kleindenkmal   | Weitere Bilder |
| Kirchgasse 7 (Karte) | Kirche       |              | 094 15630          | Baudenkmal     | Weitere Bilder |
| Kirchgasse 2, 3, 4, 5, Schulstraße 8, 9 (Karte) | Häusergruppe |              | 094 15617          | Denkmalbereich | BW             |
| Reichardtswerbener Straße 1, Weißenfelser Straße 1, 2, 5, 8, 9, 10, 12 (Karte)                                                                                 | Häusergruppe |              | 094 15623          | Denkmalbereich | BW             |
| Straße des Friedens 31, 32 (Karte) | Häusergruppe |              | 094 15619          | Denkmalbereich | BW             |
| Teichstraße 1, 2, 3, 4, 5, 6 (Karte) | Straßenzeile |              | 094 15621          | Denkmalbereich | BW             |

## Ehemalige Kulturdenkmale
| Lage                                                       | Bezeichnung  | Beschreibung | Erfassungs- nummer | Ausweisungsart | Bild |
| ---------------------------------------------------------- | ------------ | --- | ------------------ | -------------- | ---- |
| Am Winkel 1, 2 (Karte)                                     | Häusergruppe | Häusergruppe, wurde im Jahr 2016 aus dem Denkmalverzeichnis ausgetragen                                                                                         | 094 15628          | Denkmalbereich | BW   |
| Florian-Geyer-Straße 1, 2, Thomas-Müntzer-Straße 1 (Karte) | Häusergruppe | Häusergruppe 2022 nach Verlust der Denkmaleigenschaft durch Baumaßnahmen aus dem Denkmalverzeichnis gestrichen.                                                 | 094 15626          | Denkmalbereich | BW   |
| Straße des Friedens 10, 11, 12 (Karte)                     | Häusergruppe | Häusergruppe, im Jahr 2018 wurde die Denkmaleigenschaft wegen Verfalls, Abbruchs aus bauordnungsrechtlichen Gründen oder ungenehmigter Veränderungen aberkannt. | 094 15618          | Denkmalbereich | BW   |